# Mirari Vos
Mirari Vos is een pauselijke encycliek van 15 augustus 1832, waarin paus Gregorius XVI uiteenlopende moderne ontwikkelingen veroordeelde. De encycliek is een van meerdere pauselijke documenten uit de 19e eeuw, die zich alle richten tegen de inperking van de kerkelijke macht en de toenemende macht van seculier ideeëngoed. De ondertitel luidde Over het liberalisme en religieuze onverschilligheid. Mirari Vos werd gepubliceerd als antwoord op de ontwikkelingen in met name Frankrijk. Het was grotendeels een rechtstreeks antwoord op de ideeën van Lamennais, zoals die tussen 1830 en 1832 in het tijdschrift L'Avenir gepubliceerd waren.
De religieuze onverschilligheid (indifferentisme, relativisme) wordt in Mirari Vos gehekeld en pervers genoemd. Volgens de encycliek is de opvatting dat iedereen verlost kan worden, ongeacht welke godsdienst men aanhangt mits men maar in overeenstemming met de moraal leeft, een dwaling. De encycliek veroordeelt ook de "absurde en onjuiste veronderstelling dat vrijheid van geweten overal voor iedereen gehandhaafd moet zijn". Mateloze vrijheid van mening, van meningsuiting en net zo mateloze vernieuwingsdrang brengt volgens de paus onheil over de mensen. In het document wordt verder nog de scheiding van kerk en staat en het het regelen van de verhouding tussen staten en de Heilige Stoel door concordaten afgewezen. Het pleit verder ook tegen de wettelijke mogelijkheid van echtscheiding en verdedigt het priestercelibaat.
Het is met de verklaring Dignitatis humanae in de documenten van het Tweede Vaticaans Concilie duidelijk dat de Rooms Katholieke Kerk in de 20e eeuw van een antagonist naar een protagonist van religieuze vrijheid geëvolueerd is.